# Garanční technik
Garanční technik je v podstatě manažerská pozice převážně v automobilovém průmyslu, ale i v jiných technických oblastech. Garanční technik je hierarchicky výše než technik.
Úlohou garančního technika je zodpovědnost za garanci vozů a s ní spojené záležitosti, tj. komunikace s klienty, reklamace, záruka, komunikace s dodavatelem, atp. Někdy garanční technik přímo vytváří záruční list a další technickou dokumentaci. Další úlohou může být vedení a sestavování školení pro další zaměstnance.
Požadována je komunikativnost, vstřícnost, řidičský průkaz nebo jazykové vybavení a uživatelská úroveň práce na počítači. Finanční ohodnocení obvykle neklesne pod průměrný plat v regionu.